# Illusion de Zollner
L'illusion de Zollner est une illusion d'optique bien connue et qui a été baptisée ainsi en hommage à l'astrophysicien Johann Karl Friedrich Zöllner. En 1860, celui-ci a décrit sa découverte dans une lettre adressée à Johann Christian Poggendorff, éminent physicien et éditeur des Annales de la physique et de la Chimie (Annalen der Physik und Chemie), qui, lui-même, décrira ultérieurement une autre illusion d'optique : l'illusion de Poggendorff.
Dans cette image, les lignes noires semblent ne pas être parallèles mais en réalité elles le sont. Les petites lignes forment un angle tout au long des grandes lignes. Cet angle crée l'impression qu'une extrémité des grandes lignes est plus proche de nous que l'autre. Ceci ressemble étrangement à ce qui se produit avec l'illusion de Wundt et il est probable que[réf. souhaitée] cette illusion provienne de la sensation de profondeur.
Il est intéressant de voir ce qui apparait quand on modifie les couleurs des lignes. Ainsi, avec des lignes vertes sur un fond rouge où le rouge et le vert sont de même brillance, l'illusion disparaît.
Cette illusion, comme celles de Hering, de Poggendorff ou de Mueller-Lyer, montre à quel point notre perception des lignes est influencée par le fond sur lequel elles reposent.